# Вудс-Гоул (Массачусетс)
Вудс-Гоул (англ. Woods Hole) — переписна місцевість (CDP) в США, в окрузі Барнстебел штату Массачусетс. Населення — 834 особи (2020).

## Географія
Вудс-Гоул розташований за координатами 41°31′44″ пн. ш. 70°39′57″ зх. д. / 41.52889° пн. ш. 70.66583° зх. д. (41.528944, -70.665890).  За даними Бюро перепису населення США в 2010 році переписна місцевість мала площу 10,09 км², з яких 5,52 км² — суходіл та 4,56 км² — водойми.

## Демографія
Згідно з переписом 2010 року, у переписній місцевості мешкала 781 особа в 380 домогосподарствах у складі 186 родин. Густота населення становила 77 осіб/км².  Було 932 помешкання (92/км²).
Расовий склад населення:
| - 91,4 % — білих - 4,2 % — азіатів - 1,7 % — чорних або афроамериканців - 1,3 % — осіб інших рас |

До двох чи більше рас належало 1,4 %. Частка іспаномовних становила 2,9 % від усіх жителів.
За віковим діапазоном населення розподілялося таким чином: 13,3 % — особи молодші 18 років, 59,2 % — особи у віці 18—64 років, 27,5 % — особи у віці 65 років та старші. Медіана віку мешканця становила 49,8 року. На 100 осіб жіночої статі у переписній місцевості припадало 93,8 чоловіків;  на 100 жінок у віці від 18 років та старших — 93,4 чоловіків також старших 18 років.
Середній дохід на одне домашнє господарство  становив 94 155 доларів США (медіана — 70 859), а середній дохід на одну сім'ю — 114 540 доларів (медіана — 90 944). За межею бідності перебувало 12,8 % осіб, у тому числі 6,2 % дітей у віці до 18 років та 6,7 % осіб у віці 65 років та старших.
Цивільне працевлаштоване населення становило 498 осіб. Основні галузі зайнятості: освіта, охорона здоров'я та соціальна допомога — 20,5 %, науковці, спеціалісти, менеджери — 17,3 %, мистецтво, розваги та відпочинок — 11,6 %, роздрібна торгівля — 11,0 %.